# Seiya Kishikawa
Seiya Kishikawa (né le 21 mai 1987 à Kitakyūshū) est un pongiste japonais. En 2009, il remporte une étape du Pro-tour en double lors de l'Open de Chine ITTF en étant associé à Jun Mizutani. La semaine plus tard, il remporte l'Open du Japon ITTF toujours avec le même partenaire.
Il est actuellement classé no 100 mondial au classement ITTF.